# Iglesia de la Santa Cruz de Telovani
La iglesia de la Santa Cruz de Telovani (en georgiano: თელოვნის ჯვარპატიოსნის ეკლესია) es una iglesia ortodoxa georgiana de los siglos VIII al IX en el municipio de Mtsjeta en la región oriental de Mtsjeta-Mtianeti, Georgia. El interior contiene ahora murales muy dañados, incluida una de las primeras representaciones georgianas de Mandylion. La iglesia está inscrita en la lista de los Monumentos culturales inamovibles de importancia nacional de Georgia.

## Diseño
La iglesia de la Santa Cruz (Jvarpatiosani) se encuentra en el municipio de Mtskheta, a unos 3 km al este de la aldea de Ksovrisi, en el territorio del ahora extinto asentamiento de Telovani.
El edificio, que mide 9.7 × 10.5 m, se estableció en un plan triconcha, con los transversales mucho más estrechos y bajos que el santuario y el ala occidental. Esto hace que el edificio sea algo alargado en el eje este-oeste. Construida principalmente de adoquines; caliza revestida y bloques de travertino se utilizan en elementos estructurales y decorativos importantes. Se puede acceder al edificio a través de tres puertas, todas en el ala occidental. El ábside sobresaliente del santuario está flanqueado por dos pastoforios . La transición de la bahía rectangular al círculo de la cúpula se realiza a través de trompas. El tambor de la cúpula es octogonal, perforado con cuatro ventanas y adornado con arcos decorativos. Tanto las paredes exteriores como las interiores estaban enlucidas. La iglesia fue reparada sustancialmente y un campanario fue anexado al muro oeste en el siglo XVIII. La restauración sistemática tuvo lugar entre 1952 y 1954 y nuevamente en 2007.
El interior de la iglesia tiene fragmentos de frescos de los siglos IX y X. Están muy dañados, incluida una imagen de Mandylion, etiquetada como "el Santo Rostro de Dios" y rodeado por los apóstoles, sobre la ventana del ábside. La imagen puede haber sido influenciada por la Leyenda de Abgar y haber influido en las representaciones georgianas de Mandylion en los siglos siguientes.